# Seznam dílů seriálu Terra Nova
Toto je seznam dílů seriálu Terra Nova.

## Přehled řad
| Řada | Díly | Premiéra v USA | Premiéra v USA    | Premiéra v ČR | Premiéra v ČR   |
| Řada | Díly | První díl      | Poslední díl      | První díl     | Poslední díl    |
| ---- | ---- | -------------- | ----------------- | ------------- | --------------- |
| 1    | 13   | 26. září 2011  | 19. prosince 2011 | 1. dubna 2012 | 11. června 2012 |

## Seznam dílů

### První řada (2011)
| Č. v seriálu | Původní název     | Český název            | Režie            | Scénář | Premiéra v USA     | Premiéra v ČR   |
| ------------ | ----------------- | ---------------------- | ---------------- | --- | ------------------ | --------------- |
| 1            | Genesis (Part 1.) | Nový začátek (1. část) | Alex Graves      | námět: Kelly Marcel a Craig Silverstein scénář: Craig Silverstein, Kelly Marcel, Brannon Braga a David Fury | 26. září 2011      | 1. dubna 2012   |
| 2            | Genesis (Part 2.) | Nový začátek (2. část) | Alex Graves      | Brannon Braga a David Fury                                                                                  | 26. září 2011      | 1. dubna 2012   |
| 3            | Instinct          | Instinkt               | Jon Cassar       | René Echevarria a Brannon Braga                                                                             | 3. října 2011      | 2. dubna 2012   |
| 4            | What Remains      | Nákaza                 | Nelson McCormick | Brynn Malone                                                                                                | 10. října 2011     | 9. dubna 2012   |
| 5            | The Runaway       | Uprchlice              | Jon Cassar       | Barbara Marshall                                                                                            | 17. října 2011     | 16. dubna 2012  |
| 6            | Bylaw             | Vyhoštění              | Nelson McCormick | Paul Grellong                                                                                               | 31. října 2011     | 23. dubna 2012  |
| 7            | Nightfall         | Soumrak                | Jon Cassar       | Terry Matalas a Travis Fickett                                                                              | 7. listopadu 2011  | 30. dubna 2012  |
| 8            | Proof             | Důkaz                  | Bryan Spicer     | David Graziano a Brynn Malone                                                                               | 14. listopadu 2011 | 7. května 2012  |
| 9            | Vs.               | Střet                  | Bryan Spicer     | Jose Molina                                                                                                 | 21. listopadu 2011 | 14. května 2012 |
| 10           | Now You See Me    | Teď mě vidíš           | Karen Gaviola    | Paul Grellong                                                                                               | 28. listopadu 2011 | 21. května 2012 |
| 11           | Within            | Odhalený zvěd          | Karen Gaviola    | Barbara Marshall                                                                                            | 12. prosince 2011  | 28. května 2012 |
| 12           | Occupation        | Soukromá armáda        | Jon Cassar       | Brynn Malone a Barbara Marshall                                                                             | 19. prosince 2011  | 4. června 2012  |
| 13           | Resistance        | Hnutí odporu           | Jon Cassar       | Terry Matalas a Travis Fickett                                                                              | 19. prosince 2011  | 11. června 2012 |